# Kleinschmidt
Kleinschmidt ist ein deutscher Familienname.

## Herkunft und Bedeutung
Kleinschmidt ist eine Variante zum Berufsnamen Schmidt. Zu weiteren Informationen siehe dort.

## Namensträger
- Albrecht Kleinschmidt (1916–2000), deutscher Mediziner und Mikrobiologe
- Arnold Kleinschmidt (1910–1998), deutscher Mediziner
- Arthur Kleinschmidt (1848–1919), deutscher Historiker, Bibliothekar und Publizist
- Beda Kleinschmidt (1867–1932), deutscher Franziskaner und Kirchenhistoriker
- Christian Kleinschmidt (* 1961), deutscher Wirtschaftshistoriker
- Christoph Ludwig Kleinschmidt (1723–1774), deutscher Jurist
- Eberhard Kleinschmidt (* 1939), deutscher Lyriker und Sprachdidaktiker
- Edward E. Kleinschmidt (1876–1977), deutsch-amerikanischer Erfinder und Unternehmer
- Erich Kleinschmidt (1946–2021), deutscher Germanist
- Ernst Kleinschmidt (1912–1971), deutscher Physiker
- Ernst Carl Kleinschmidt (1765–1847), deutscher Kirchenrat und Lyriker
- Franz Heinrich Kleinschmidt (1812–1864), deutscher lutherischer Missionar
- Franz Kleinschmidt (1888–1918), polnischer Wilderer und Mörder
- Gabriele Kleinschmidt (1939–2023), deutsche Konzert- und Tourneeveranstalterin, siehe In + Out Records
- Gerd Kleinschmidt (1932–2018), deutscher Literaturwissenschaftler
- Georg Kleinschmidt (Georg Curio, Gerog Kleynschmidt; 1498–1556), deutscher Mediziner
- Georg Kleinschmidt (Geologe) (* 1938), deutscher Geologe und Polarforscher
- Gisela Kleinschmidt (1926–1997), deutsche Aquarellmalerin
- Gottfried Kleinschmidt (1860–1931), deutscher Unternehmer
- Harald Kleinschmidt (* 1949), deutscher Historiker
- Hans Kleinschmidt (Architekt) (1882–1967), deutscher Architekt
- Hans Kleinschmidt (Mediziner, 1885) (1885–1977), deutscher Kinder- und Jugendmediziner sowie Hochschullehrer
- Hans Kleinschmidt (Mediziner, 1905) (1905–1999), deutscher Kinderarzt
- Heinz-Walter Kleinschmidt (* 1943), deutscher Politiker (Hessen, FDP), MdL
- Hermann Kleinschmidt (1816–1868), deutscher Mediziner und Mäzen der Stadt Heidelberg
- Irene Kleinschmidt (* 1962), deutsche Schauspielerin und Hörspielsprecherin
- Jens Kleinschmidt (* 1975), deutscher Rechtswissenschaftler und Hochschullehrer
- Johann Kleinschmidt († 1580), deutscher Politiker, Bürgermeister von Kassel, siehe Johannes Kleinschmidt (Politiker)
- Johann Kleinschmidt (Kanzler) (1536–1587), Kanzler der Grafschaft Bentheim und der Landgrafschaft Hessen-Darmstadt
- Johann Kleinschmidt (Jurist), (1593–1638), deutscher Rechtswissenschaftler und Hochschullehrer in Rostock
- Johann Henrich Kleinschmidt (1652–1732), deutscher Rechtswissenschaftler und Hochschullehrer in Marburg
- Johann Jakob Kleinschmidt (um 1687–1772), deutscher Kupferstecher
- Johannes Kleinschmidt (Politiker) (1569–1611), Bürgermeister von Kassel
- Johannes Kleinschmidt (Jurist) (1607–1663), deutscher Rechtswissenschaftler und Hochschullehrer
- Johannes Kleinschmidt (Maler) (1858–1905), deutscher Maler
- Jutta Kleinschmidt (* 1962), deutsche Rallye-Fahrerin
- Karl Kleinschmidt (Jurist) (1849–1921), deutscher Jurist und Abgeordneter
- Karl Kleinschmidt (1902–1978), deutscher evangelisch-lutherischer Pfarrer, Kulturpolitiker und Publizist
- Kilian Kleinschmidt (* 1962), deutscher Entwicklungshelfer
- Konrad Kleinschmidt (1768–1832), grönländischer Sprachwissenschaftler
- Kurt Kleinschmidt (Jurist) (1904–1989), deutscher Jurist, Wirtschaftsfunktionär und Bankdirektor
- Kurt Kleinschmidt (Politiker) (* 1967), deutscher Politiker
- Mark Kleinschmidt (* 1974), deutscher Ruderer
- Martin Kleinschmidt († vor 1597), gräflich-stolbergischer Beamter
- Otto Kleinschmidt (1870–1954), deutscher evangelischer Theologe und Biologe
- Otto Kleinschmidt (Mediziner) (1880–1948), deutscher Chirurg
- Paul Kleinschmidt (1883–1949), deutscher Maler
- Peter Kleinschmidt (1940–2020), deutscher Regisseur und Dramaturg
- Ralf Kleinschmidt, deutscher Musiker, siehe Ulf und Zwulf
- Samuel Kleinschmidt (1814–1886), grönländischer Sprachwissenschaftler
- Sebastian Kleinschmidt (* 1948), deutscher Journalist
- Theodor Kleinschmidt (1834–1881), Kaufmann, Reisender und Naturforscher
- Valentin Kleinschmidt (* 1992), deutscher Schauspieler
- Waldemar Kleinschmidt (* 1941), deutscher Politiker, Oberbürgermeister von Cottbus
- Werner Kleinschmidt (1907–nach 1979), deutscher Maler, Bühnenbildner, Textildesigner, Kunstbuchverleger und Hochschuldozent